# Discografia di Fulminacci
La discografia di Fulminacci, cantautore italiano, è costituita da tre album in studio, venticinque singoli e sedici video musicali (inclusi quelli come artista ospite), pubblicati dal 2019.

## Album in studio
| Anno | Titolo | Classifiche | Certificazioni |                |
| Anno | Titolo | ITA         | Certificazioni |                |
| ---- | --- | ----------- | -------------- | -------------- |
| 2019 | La vita veramente - Pubblicato: 9 aprile 2019 - Etichetta: Maciste Dischi, Artist First - Formati: CD, download digitale, LP, streaming | 77          | - ITA: Oro     | - ITA: 25 000+ |
| 2021 | Tante care cose - Pubblicato: 12 marzo 2021 - Etichetta: Maciste Dischi, Artist First - Formati: CD, download digitale, LP, streaming   | 3           | - ITA: Oro     | - ITA: 25 000+ |
| 2023 | Infinito +1 - Pubblicato: 24 novembre 2023 - Etichetta: Maciste Dischi, Artist First - Formati: CD, download digitale, streaming        | 3           | - ITA: Oro     | - ITA: 25 000+ |

## Singoli

### Come artista principale
| Anno                                                         | Titolo                 | Classifiche | Certificazioni                   | Unità          | Album di provenienza |
| Anno                                                         | Titolo                 | ITA         | Certificazioni                   | Unità          | Album di provenienza |
| ------------------------------------------------------------ | ---------------------- | ----------- | -------------------------------- | -------------- | -------------------- |
| 2019                                                         | Borghese in borghese   | —           |                                  |                | La vita veramente    |
| 2019                                                         | La vita veramente      | —           |                                  |                | La vita veramente    |
| 2019                                                         | Una sera               | —           |                                  |                | La vita veramente    |
| 2019                                                         | Le ruote, i motori!    | —           |                                  |                | La vita veramente    |
| 2019                                                         | San Giovanni           | —           | - ITA: Oro                       | - ITA: 50 000+ | La vita veramente    |
| 2020                                                         | Canguro                | —           |                                  |                | Tante care cose      |
| 2020                                                         | Un fatto tuo personale | —           |                                  |                | Tante care cose      |
| 2021                                                         | Santa Marinella        | 19          | - ITA: Oro                       | - ITA: 35 000+ | Tante care cose      |
| 2021                                                         | Tattica                | —           |                                  |                | Tante care cose      |
| 2021                                                         | Miss Mondo Africa      | —           |                                  |                | Tante care cose      |
| 2021                                                         | Brutte compagnie       | —           | Tante care cose e altri successi |                |                      |
| 2022                                                         | Chitarre blu           | —           | Tante care cose e altri successi |                |                      |
| 2023                                                         | Tutto inutile          | —           | Infinito +1                      |                |                      |
| 2023                                                         | Simile                 | —           | Infinito +1                      |                |                      |
| 2023                                                         | Ragù                   | —           | Infinito +1                      |                |                      |
| 2023                                                         | Filippo Leroy          | —           | Infinito +1                      |                |                      |
| 2023                                                         | Baciami baciami        | —           | Infinito +1                      |                |                      |
| 2024                                                         | +1                     | —           | Infinito +1                      |                |                      |
| 2025                                                         | Casomai                | —           | /                                |                |                      |
| 2025                                                         | Sottocosto             | —           | /                                |                |                      |
| "—" indica una pubblicazione non classificata in quel paese. |                        |             |                                  |                |                      |

### Come artista ospite
| Anno                                                         | Titolo | Classifiche | Certificazioni | Unità          | Album di provenienza |
| Anno                                                         | Titolo | ITA         | Certificazioni | Unità          | Album di provenienza |
| ------------------------------------------------------------ | --- | ----------- | -------------- | -------------- | -------------------- |
| 2020                                                         | Fino a quando il cielo esiste (Mox feat. Fulminacci)                                                                                          | —           |                |                | /                    |
| 2022                                                         | Stavo pensando a te (Mobrici feat. Fulminacci)                                                                                                | —           | - ITA: Oro     | - ITA: 50 000+ | /                    |
| 2022                                                         | Magari (Marco Castello feat. Fulminacci) | —           |                |                | /                    |
| 2023                                                         | Intro X (Daniele Silvestri feat. Fulminacci, Wrongonyou, Frankie hi-nrg mc, Franco126, Selton, Davide Shorty, Eva, Giorgia, Emanuela Fanelli) | —           |                |                | /                    |
| 2023                                                         | L'uomo nello specchio (Daniele Silvestri feat. Fulminacci)                                                                                    | —           | Disco X        |                |                      |
| "—" indica una pubblicazione non classificata in quel paese. | |             |                |                |                      |

## Altri brani entrati in classifica e/o certificati
| Anno                                                         | Titolo                                 | Classifiche | Certificazioni | Unità           | Album di provenienza             |
| Anno                                                         | Titolo                                 | ITA         | Certificazioni | Unità           | Album di provenienza             |
| ------------------------------------------------------------ | -------------------------------------- | ----------- | -------------- | --------------- | -------------------------------- |
| 2019                                                         | Tommaso                                | —           | - ITA: Platino | - ITA: 50 000+  | La vita veramente                |
| 2022                                                         | Aglio e olio (feat. Willie Peyote)     | —           | - ITA: Platino | - ITA: 100 000+ | Tante care cose e altri successi |
| 2023                                                         | Puoi (feat. Pinguini Tattici Nucleari) | 56          | - ITA: Oro     | - ITA: 50 000+  | Infinito +1                      |
| "—" indica una pubblicazione non classificata in quel paese. |                                        |             |                |                 |                                  |

## Collaborazioni
| Anno                                                         | Titolo                                                                                                  | Classifiche | Certificazioni                          |                | Album di provenienza |
| Anno                                                         | Titolo                                                                                                  | ITA         | Certificazioni                          |                | Album di provenienza |
| ------------------------------------------------------------ | --- | ----------- | --------------------------------------- | -------------- | -------------------- |
| 2021                                                         | Felicità (Samuel feat. Fulminacci)                                                                      | —           |                                         |                | Brigata bianca       |
| 2023                                                         | Cancella file (Vipra feat. Fulminacci)                                                                  | —           | Simpatico, solare, in cerca di amicizie |                |                      |
| 2023                                                         | Il mondo con gli occhi (Dente feat. Fulminacci, Giorgio Poi, Colapesce, VV, Ditonellapiaga e Dimartino) | —           | Hotel Souvenir                          |                |                      |
| 2023                                                         | Ricomincio da tre (Giuse The Lizia feat. Fulminacci)                                                    | —           | Crush                                   |                |                      |
| 2023                                                         | Milioni (Gazzelle feat. Fulminacci)                                                                     | 72          | - ITA: Oro                              | - ITA: 50 000+ | Dentro               |
| 2024                                                         | Mai più (Mace feat. Fabri Fibra, Fulminacci e Vins)                                                     | 71          |                                         |                | Māyā                 |
| 2024                                                         | Come prima (Ditonellapiaga feat. Fulminacci)                                                            | —           | Flash                                   |                |                      |
| 2025                                                         | Due estranei (Franco126 feat. Fulminacci)                                                               | 99          | Futuri possibili                        |                |                      |
| 2025                                                         | Sottocosto (Golden Years feat. Fulminacci)                                                              | —           | Fuori menù                              |                |                      |
| "—" indica una pubblicazione non classificata in quel paese. | |             |                                         |                |                      |

## Autore per altri artisti
| Anno | Titolo             | Artista             | Album di provenienza |
| ---- | ------------------ | ------------------- | -------------------- |
| 2021 | Sopra le canzoni   | Rkomi               | Taxi Driver          |
| 2021 | Non ti perdo mai   | Ditonellapiaga      | Camouflage           |
| 2022 | Bolero             | Baby K feat. Mika   | Donna sulla Luna     |
| 2023 | Ghetto perfetto    | Francesca Michielin | Cani sciolti         |
| 2023 | Ci pensiamo domani | Angelina Mango      | Voglia di vivere     |
| 2023 | Lato A Lato B      | Giuse The Lizia     | Crush                |

## Video musicali
| Anno | Titolo                        | Regista/i                                     |
| ---- | ----------------------------- | --------------------------------------------- |
| 2019 | Borghese in borghese          | Bendo (Andrea Santaterra e Lorenzo Silvestri) |
| 2019 | La vita veramente             | Andrea Santaterra                             |
| 2019 | Le ruote, i motori!           | Bendo (Andrea Santaterra e Lorenzo Silvestri) |
| 2019 | Resistenza                    | Danilo Bubani                                 |
| 2019 | Tommaso                       | Bendo (Andrea Santaterra e Lorenzo Silvestri) |
| 2019 | San Giovanni                  | Bendo (Andrea Santaterra e Lorenzo Silvestri) |
| 2020 | Fino a quando il cielo esiste | —                                             |
| 2020 | Canguro                       | Bendo (Andrea Santaterra e Lorenzo Silvestri) |
| 2020 | Un fatto tuo personale        | Danilo Bubani                                 |
| 2021 | Santa Marinella               | Danilo Bubani                                 |
| 2021 | Tattica                       | Bendo (Andrea Santaterra e Lorenzo Silvestri) |
| 2021 | Brutte compagnie              | Danilo Bubani                                 |
| 2023 | Tutto inutile                 | Bendo (Andrea Santaterra e Lorenzo Silvestri) |
| 2023 | Ragù                          | Bendo (Andrea Santaterra e Lorenzo Silvestri) |
| 2023 | L'uomo nello specchio         | Fernando Luceri                               |
| 2024 | +1                            | Bendo (Andrea Santaterra e Lorenzo Silvestri) |